# Bahria Town ICON
La Bahria Town ICON est un gratte-ciel en construction à Karachi au Pakistan. Il s'élèvera à 273 mètres. 